# Surzur
Surzur är en kommun i departementet Morbihan i regionen Bretagne i nordvästra Frankrike. Kommunen ligger i kantonen Vannes-Est som tillhör arrondissementet Vannes. År 2022 hade Surzur 5 110 invånare.

## Befolkningsutveckling
Antalet invånare i kommunen Surzur
| Referens: INSEE |